# 洗礼者聖ヨハネの斬首 (スタンツィオーネ)
『洗礼者聖ヨハネの斬首』（せんれいしゃせいヨハネのざんしゅ、西: Degollación de San Juan Bautista、英: The Beheading of Saint John the Baptist）は、17世紀イタリア・バロック期の画家マッシモ・スタンツィオーネが1635年ごろ、キャンバス上に油彩で制作した絵画である。マドリードのブエン・レティーロ宮殿のために制作された洗礼者ヨハネ伝を構成する連作のうちの1点をなしていた。現在、プラド美術館に所蔵されている。

## 作品
1700年のスペイン国王カルロス2世の死に際して作られた王室財産目録によれば、本作は、同じくスタンツィオーネによる『父ザカリアへの洗礼者聖ヨハネの誕生のお告げ』、『両親に別れを告げる洗礼者聖ヨハネ』、『荒野で説教する洗礼者聖ヨハネ』、アルテミジア・ジェンティレスキによる『洗礼者聖ヨハネの誕生』 (すべてプラド美術館蔵) 、そしてパオロ・ドメニコ・フィノッリアによる「洗礼者聖ヨハネの捕囚』 (消失) とともにブエン・レティーロ宮殿にあった洗礼者聖ヨハネの生涯を表す6点の連作に属していた。ナポリ総督 (副王) モンテレイ伯爵 (Count of Monterrey) マヌエル・デ・アセヴェード・イ・スニガ、あるいは彼の代理人がスタンツィオーネにこの連作を依頼し、スタンツィオーネが1枚をアルテミジア・ジェンティレスキに、もう1枚をフィノッリアに委託したのではないかと考えられる。
洗礼者聖ヨハネはエリサベトの子であった。30歳ごろにヨルダン川のほとりに現れた彼は人々に洗礼を授けるようになり、やってきたイエス・キリストにも洗礼を授けた。後に、彼はヘロデ大王の子ヘロデ・アンティパスに捕らえられ、投獄された。弟の妻であり、義理の妹であるヘロディアを強引に妻としたヘロデを、ヨハネがユダヤ法に違反するとして公然と批判したため、ヘロデが激怒したのが投獄の理由である。とはいえ、人望があったヨハネを自らも聖人と考えていたヘロデは、ヨハネの処遇に困っていた。一方、ヨハネを心底憎んでいたヘロディアはヨハネを亡き者にしようと考えていた。その機会は、ヘロデの誕生日を祝う宴で訪れた。ヘロデの継娘であったサロメが宴で踊ると大喝采を浴び、ヘロデはサロメに褒美として何でも与えると伝える。サロメが母ヘロディアに相談すると、彼女は「洗礼者ヨハネの首を望みなさい」と答えた。かくして、人々の前で約束してしまったヘロデは断れず、彼はヨハネの首をはねさせる。バロック期には、本作のように洗礼者ヨハネがキリスト教的諦観で斬首を受け入れる場面、あるいは少女のサロメがヨハネの首を載せた盆を持って母のヘロディアに授ける場面が頻繁に描かれた。
本作は連作中のほかの作品とは、統一規格によるサイズに加え、等身大の人物像、重々しくボリュームのある彼らの衣服、フリーズ状の人物配置などで共通している。ちなみに、この連作のすべての作品についていえることであるが、青色の色調の劣化や絵の具の表層全体の摩耗に見られるように、本作の保存状態はよくない。

## ブエン・レティーロ宮殿のための連作 (プラド美術館蔵)

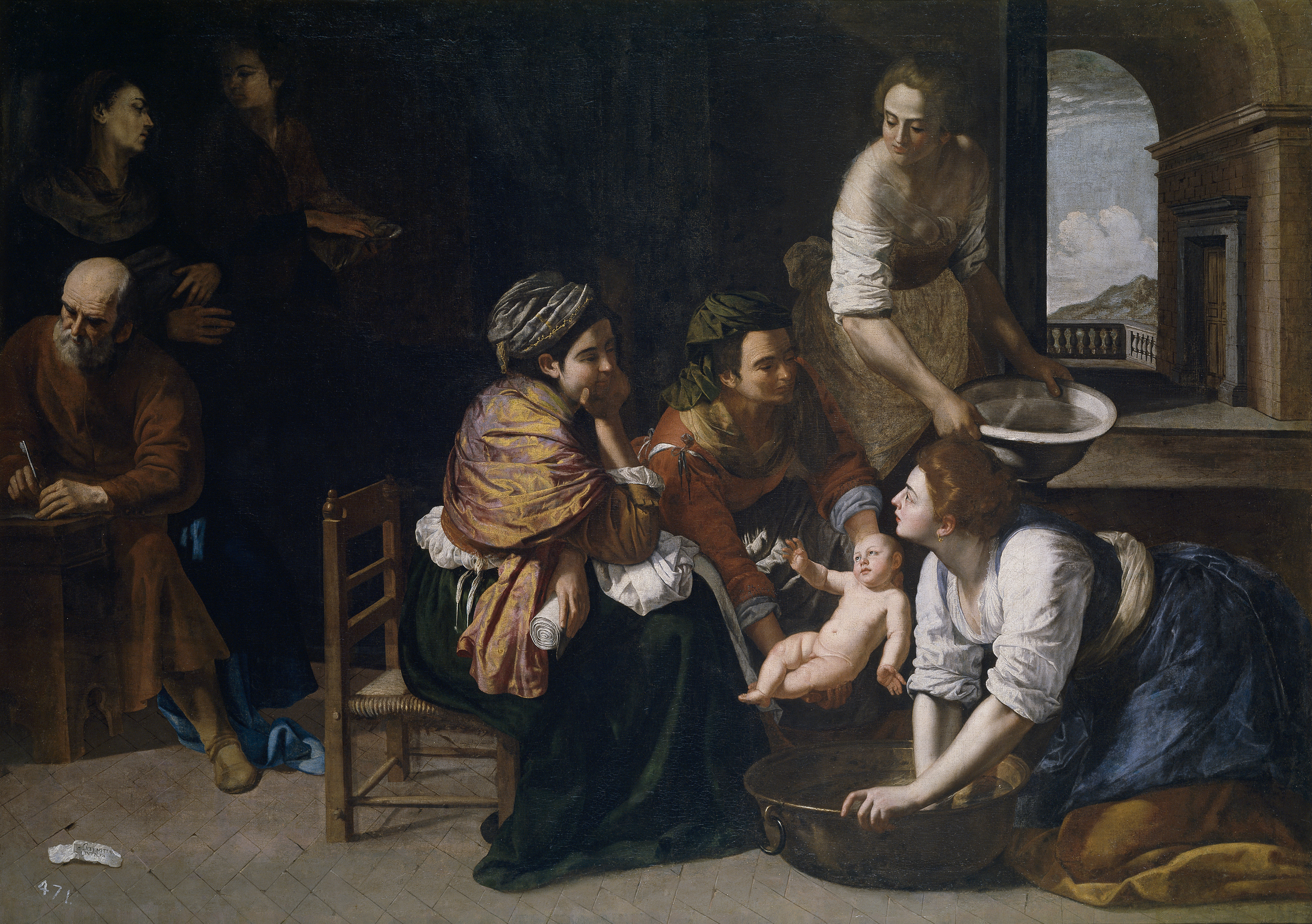
アルテミジア・ジェンティレスキ『洗礼者聖ヨハネの誕生』(1535年ごろ)
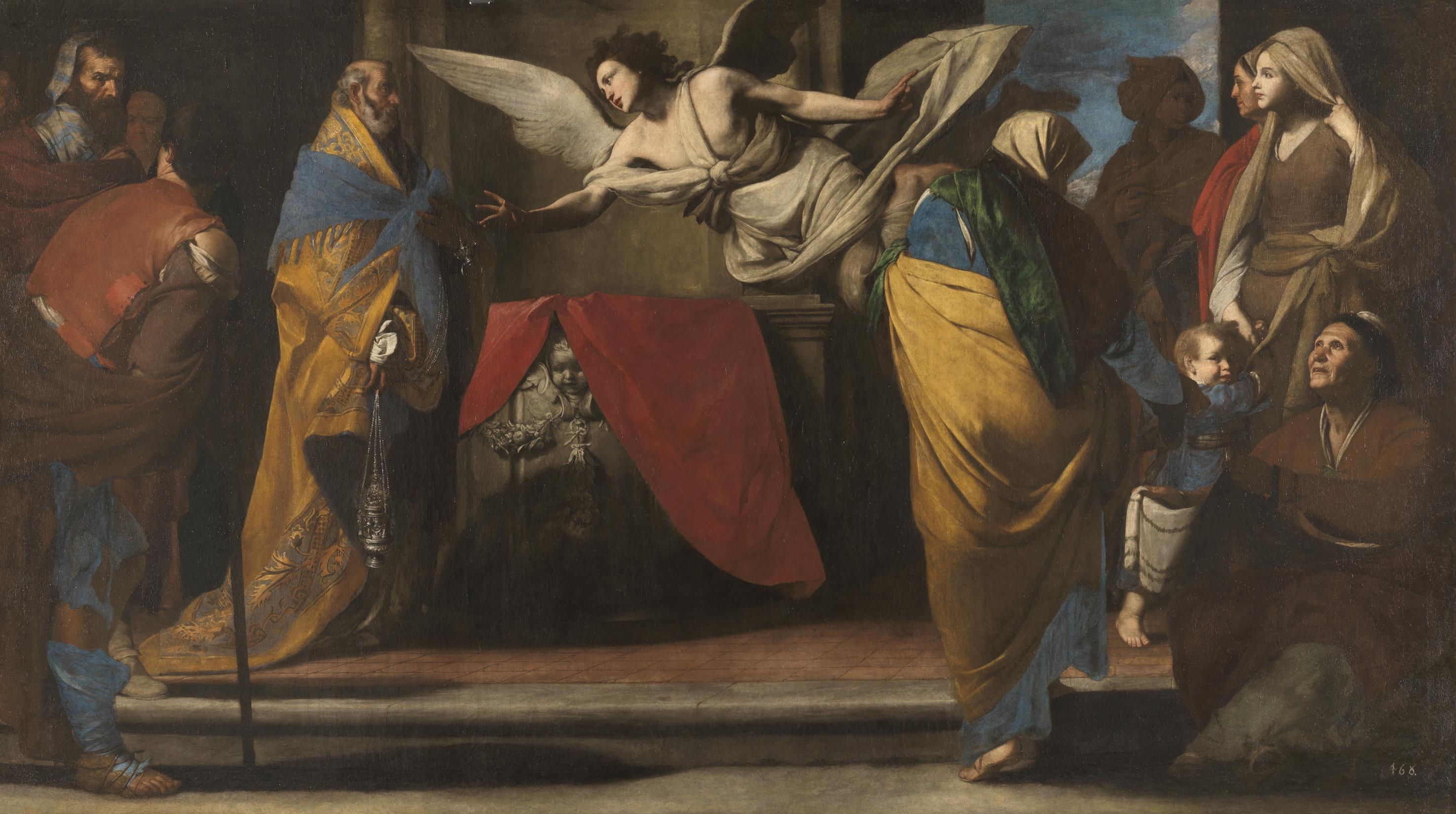
マッシモ・スタンツィオーネ『父ザカリアへの洗礼者聖ヨハネの誕生のお告げ』 (1635年ごろ)
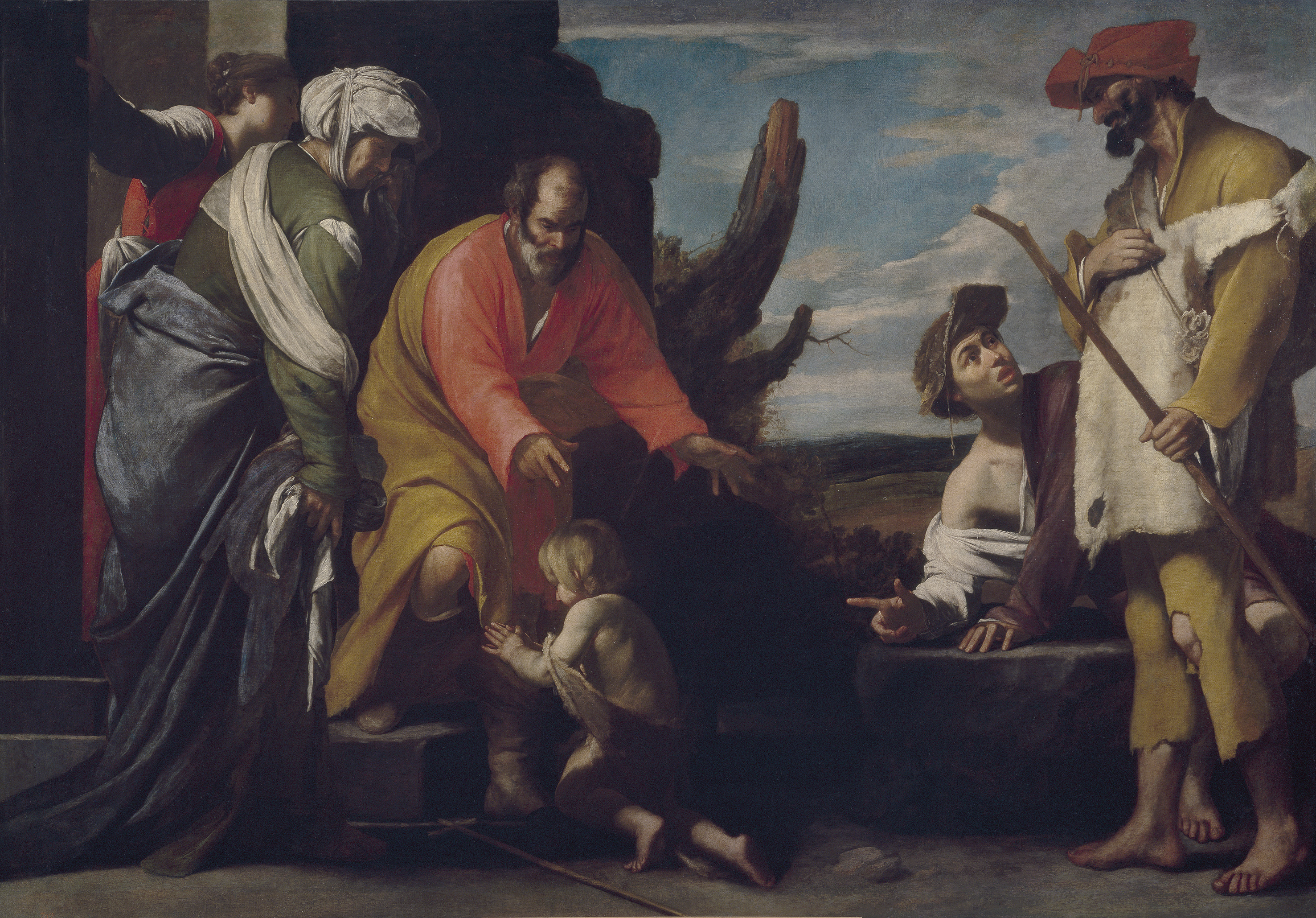
マッシモ・スタンツィオーネ『両親に別れを告げる洗礼者聖ヨハネ』(1635年ごろ)
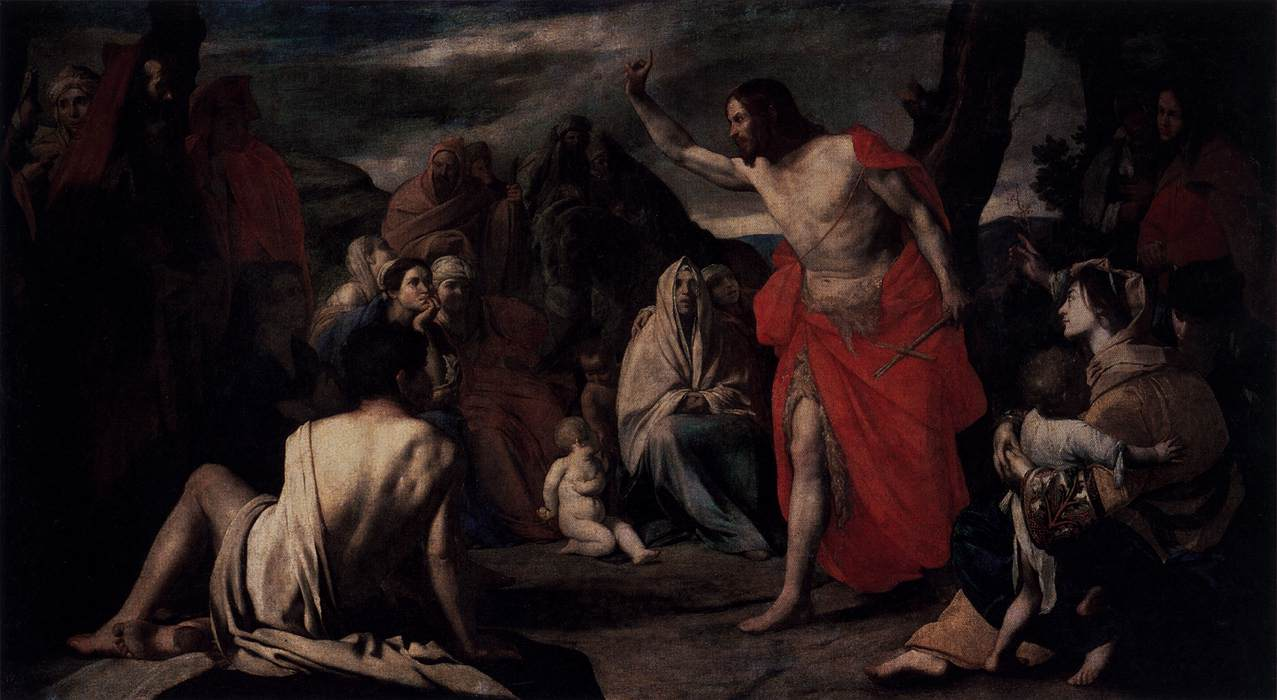
マッシモ・スタンツィオーネ『荒野で説教する洗礼者聖ヨハネ』(1635年ごろ)